# Schellinkhout (Drechterland)
Schellinkhout ist eine Ortschaft in der niederländischen Gemeinde Drechterland.

## Persönlichkeiten
- Cornelis Jacobszoon May (* um 1580; † nach 1625), niederländischer Entdecker, Kapitän, Pelzhändler und 1624 bis 1625 der erste Generaldirektor von Nieuw Nederland in Nordamerika
- Jan Jacobs May van Schellinkhout (im 17. Jahrhundert), niederländischer Walfangkapitän